# Nicolas Ivanoff

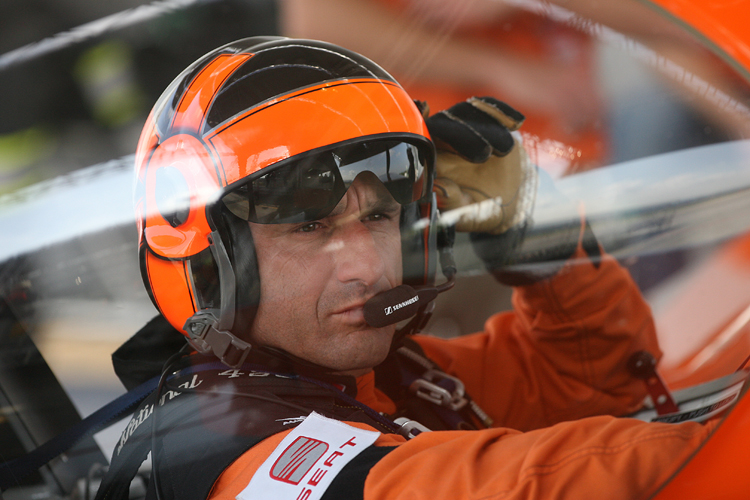
Nicolas Ivanoff

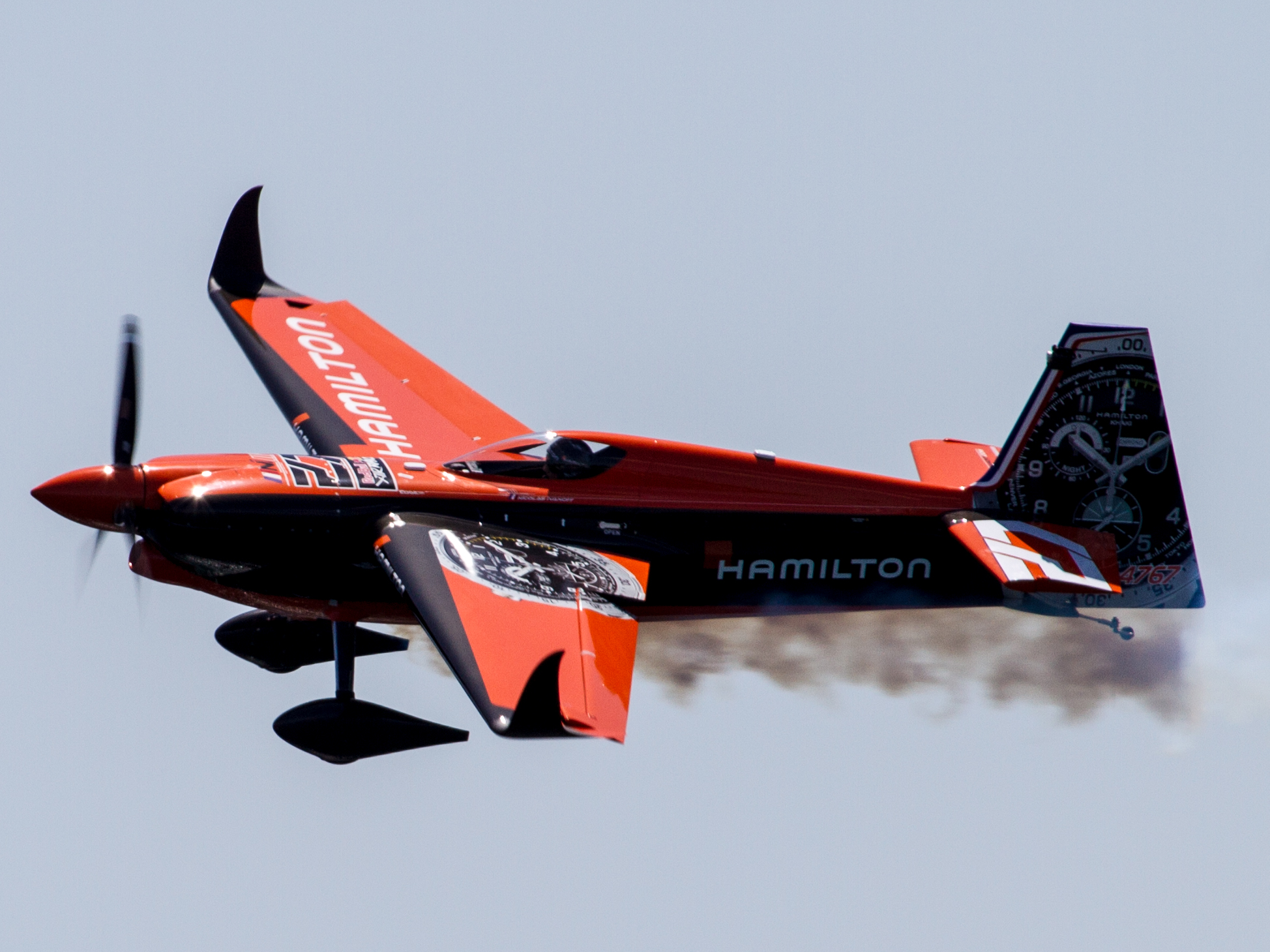
2017 Red Bull Air Race of Chiba - N4767

Nicolas Ivanoff (Ajaccio, Córsega, 4 de julho de 1967) é um piloto e instrutor de voo, de nacionalidade francesa, e que compete na Red Bull Air Race World Series com o número 7. Ivanoff tem um apelido: "O Corso Rápido".
Na Red Bull Air Race World Series, ele foi patrocinado pela Hamilton Watch Company.